# Jaco Pastorius (Album)
Jaco Pastorius ist das Debüt-Soloalbum des US-amerikanischen E-Bassisten Jaco Pastorius.
Das Album erschien im August 1976 beim Label Epic mit neun Stücken. Das Album markiert einen Meilenstein in der Entwicklung des E-Bass-Stils, mit dem Pastorius die Emanzipation seines Instruments von der bloßen Begleitfunktion zur vollwertigen Leadstimme gelang. Für Pat Metheny war Pastorius, der mit diesem Album seine eindrucksvolle musikalische Visitenkarte abgab, sogar einer der letzten Jazzmusiker des 20. Jahrhunderts, der die Musikwelt als Ganzes entscheidend beeinflusst haben.
Im August 2000 wurde es nach einem Remastering bei Sony Music mit zwei Bonustracks neu veröffentlicht.

## Entstehung
1976 wurde Jaco Pastorius bekannt, als er mit der Jazzrock-Band Blood, Sweat & Tears auf Tour war. Er traf den Schlagzeuger der Gruppe, Bobby Colomby, der als Produzent für Epic Records arbeitete, auf einem Konzert in Fort Lauderdale. Dort begeisterte er Colomby unter anderem durch seine Virtuosität und durch seine Art, Flageoletttöne einzusetzen. Nachdem er sich mit Jacos Kompositionen auseinandergesetzt hatte, bot Colomby ihm einen Plattenvertrag an, den er annahm. Während der Aufnahmen lebte Pastorius im New Yorker Haus von Bobby Colomby. Zu dieser Zeit entstanden die meisten Stücke, die auf dem Album zu hören sein sollten – viele davon hatten jedoch zunächst andere Titel. Zu seiner Arbeit an dem Album sagt Colomby:

„I did what most producers try to do and make sure that his artistry, and in Jaco's case, his diverse musical vocabulary, was well represented on this, his first disc. I wanted to bring to light two of the aforementioned unique aspects of his playing. The harmonics and fluid dexterity.“

„Ich tat, was die meisten Produzenten versuchen: Sichergehen, dass seine Kunst, und in Jacos Fall, sein umfangreiches musikalisches Vokabular, gut auf dieser, seiner ersten Scheibe, repräsentiert ist. Ich wollte zwei der oben genannten einzigartigen Aspekte seines Spiels ans Licht bringen. Die Flageoletttöne und die fließende Fingerfertigkeit.“

Damit ihm das gelang, bat er Pastorius, einige der Bassläufe, die er von dem Konzert in Fort Lauderdale kannte, mit Flageoletttönen zu spielen. Zusammen mit Toningenieur Dave Palmer nahm er ohne Jacos Wissen einige Titel auf, bearbeitete sie und zeigte sie dem Künstler. Nach einiger Überzeugungsarbeit war dieser mit seiner Idee einverstanden. So entstand das berühmte Stück Portrait of Tracy.
Jaco Pastorius suchte die Stücke, die auf dem Album erscheinen sollten, zwar selbst aus, ließ aber dem Produzenten bei der Reihenfolge freie Hand. Dieser entschied sich dafür, das Album mit Donna Lee zu eröffnen, um den Bassisten und seine enormen spieltechnischen Fähigkeiten vorzustellen. Um den Zuhörern zu zeigen, dass das Album etwas Besonderes ist, entschied er sich für den „nach Mainstream klingenden Song“ Come On, Come Over an zweiter Stelle. Als letzten Titel wählte er Forgotten Love, da ein Album seiner Meinung nach, ähnlich wie ein Film, mit bestimmten Emotionen enden sollte.

## Cover
Das Coverbild des Albums zeigt ein Schwarzweißfoto von Jaco Pastorius, auf dem er einen dunklen Rollkragenpullover trägt und die Arme vor der Brust verschränkt hat. Über seinen zerzausten Haaren steht in weißer Schrift „Jaco Pastorius“.
Bobby Colomby entschied sich für ein Porträt als Cover, weil er es für den besten Weg hielt, einen neuen Künstler vorzustellen, und weil er dachte, das untypische Aussehen von Pastorius passe zu seinem untypischen Bassspiel.
Das Foto wurde vom Fotografen von CBS Records, Don Hunstein, gemacht.

## Das Album und seine Stücke

### Trackliste
1. Donna Lee – 2:27
 (Parker/Davis)

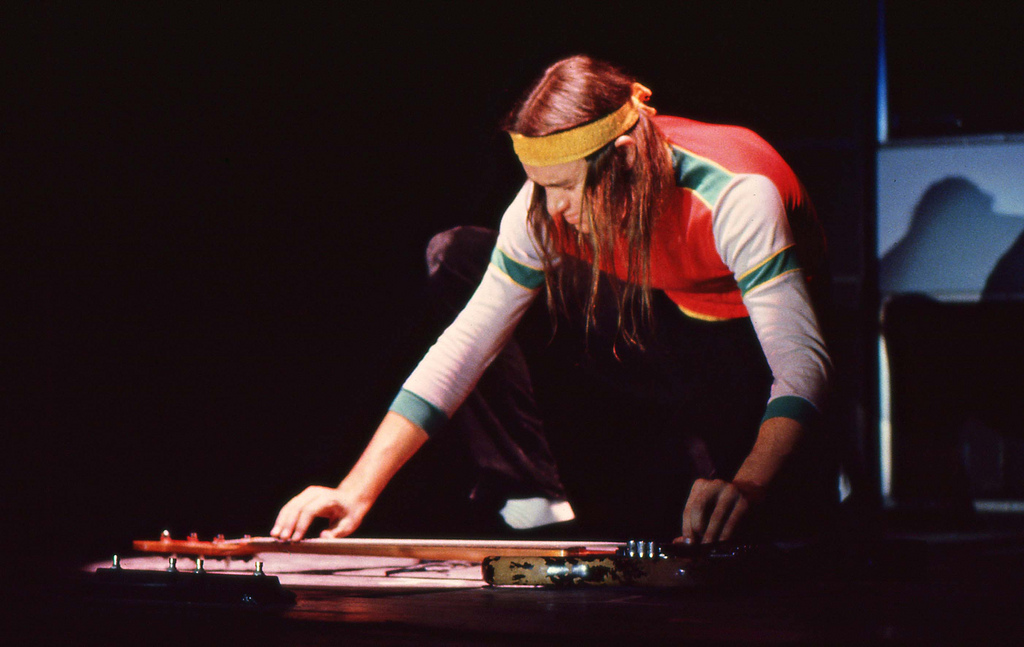
Jaco Pastorius bei einem Auftritt, 1980

2. Come On, Come Over – 3:54
 (Herzog/Pastorius)
3. Continuum – 4:33
 (Pastorius)
4. Kuru/Speak Like a Child – 7:43
 (Hancock/Pastorius)
5. Portrait of Tracy – 2:22
 (Pastorius)
6. Opus pocus – 5:30
 (Pastorius)
7. Okonkole y Trompa – 4:25
 (Alias/Pastorius)
8. (Used to Be a) Cha-Cha – 8:57
 (Pastorius)
9. Forgotten Love – 2:14
 (Pastorius)

Neuerscheinungen von 2000:
1. (Used to Be a) Cha-Cha (Alternate Take) – 8:49
(Pastorius)
2. 6/4 Jam – 7:45
 (Pastorius)

### Donna Lee
Der Jazzstandard wurde im Original von Charlie Parker unter Mitwirkung von Miles Davis geschrieben. Pastorius übertrug die im Original von Charlie Parker auf dem Saxofon gespielte Leadstimme auf den bundlosen E-Bass und ließ sich dabei lediglich von Don Alias an den Congas begleiten. Seine Interpretation des Stücks sorgte für Aufsehen, weil man es bis dahin kaum für möglich gehalten hätte, dieses – selbst an jeden Saxofonisten höchste spieltechnische Anforderungen stellende – Stück auf den bundlosen E-Bass zu übertragen. Pat Metheny, auf dessen Debütalbum "Bright Size Life" Pastorius Bass spielt, meinte über dessen Interpretation von Donna Lee, dies sei eines der erfrischendsten Beispiele der jüngeren Jazzgeschichte dafür, wie man über eine wohlbekannte Folge von Akkordwechseln spielen sollte.

“Jaco’s solo on ‘Donna Lee’ … is even more notable for being one of the freshest looks at how to play on a well traveled set of chord changes in recent jazz history”

### Come On, Come Over
Das einzige Stück des Albums, das Gesang enthält, ist dem Genre Funk zuzuordnen. Dementsprechend lautete der erste Titel, den Pastorius für das Lied vorsah, Funk. Den Gesang übernahm das Soul-Duo Sam & Dave.
Im Chorus ist ein typischer Aspekt des Bassspiels von Pastorius zu hören: der melodische Einsatz von sogenannten Dead-Notes. Um eine solche Note zu erzeugen, werden die Saiten mit der Greifhand abgedämpft, während sie mit der Spielhand angezupft werden. Dabei entsteht ein perkussives Klacken.

Der Einsatz von Dead-Notes (gekennzeichnet durch ein „x“ als Notenkopf) im Chorus von „Come on, Come over“

### Continuum
In Continuum steht einmal mehr der Bass im Mittelpunkt. Jaco Pastorius spielt die Leadstimme und wird dabei von Herbie Hancock am Fender Rhodes, Lenny White am Schlagzeug und Don Alias an den Congas unterstützt. Das Stück gilt neben Portrait of Tracy und Donna Lee als eines der prägendsten Beispiele des Albums für die Entwicklung des modernen E-Bassstils.

### Portrait of Tracy
Das Stück Portrait of Tracy sollte zunächst Harmonics heißen. Harmonics ist der englische Ausdruck für Flageoletttöne, die einen weiteren typischen Aspekt an Pastorius Bassläufen bilden. Diese Töne werden erzeugt, indem ein Finger der Greifhand an einer bestimmten Stelle auf die Saite gelegt werden. Im Gegensatz zum normalen Spiel wird die Saite also nicht auf das Griffbrett gedrückt, sondern lediglich berührt. Der Ton, der beim Anschlagen dann entsteht, gehört zur Obertonreihe. Weil Portrait of Tracy beinahe ausschließlich aus Flageoletttönen besteht, gilt es unter Bassisten als revolutionär.

Intro des Stückes Portrait of Tracy mit Flageoletttönen

Das Stück wurde mehrmals gecovert, unter anderem von Marcus Miller und Victor Wooten. Der heutige Titel bezieht sich auf Tracy Sexton, die erste Frau von Jaco. Für Pastorius wurde es zu einer Art musikalischem Erkennungszeichen, das er auch in seinem großen Solo (Slang), für das er auf den Welttourneen von Weather Report meist Standing Ovations erhielt, stets anspielte.

### Sonstiges
- Kuru/Speak Like a Child waren ursprünglich zwei Stücke, die Pastorius für dieses Album vereinte.
- Von (Used to be a) Cha-Cha wurden zwei Aufnahmen gemacht. Die zunächst verworfene, alternative Version erschien im Jahr 2000 auf dem Remastering des Albums.
- 6/4 Jam erschien lediglich auf dem Remastering.
- Okonkole Y Trompa war ein Jam zwischen Pastorius und Don Alias, wobei vermutlich keiner der beiden wusste, dass er aufgenommen wurde.[8]

## Auszeichnungen
Das Album wurde für einen Grammy Award in der Kategorie Beste Jazz-Darbietung einer Gruppe nominiert. Der Preis ging jedoch an Chick Corea.
Eine weitere Grammy-Nominierung erhielt er in der Kategorie Beste Jazz-Darbietung eines Solisten für Donna Lee. Diesen Preis erhielt Count Basie.

## Kritik
Das E-Zine AllMusic gab dem Album fünf von fünf möglichen Sternen. Rick Anderson schreibt dort:

“[…] each track [is] heading off in a different direction – each one [is] a masterpiece that would have been a proud achievement for any musician.”

„[…] jeder Titel führt in eine andere Richtung – jeder ist ein Meisterstück, das eine stolze Leistung für jeden Musiker wäre.“

Richard Cook und Brian Morton vergaben dem Album in The Penguin Guide to Jazz die zweithöchste Bewertung und meinten, dass das Album trotz Missgriffen wie dem Sam & Dave-Einsatz eindrucksvoll die unterschiedlichen Facetten von Pastorius’ musikalischer Persönlichkeit zeige und als das beste Album für die Erinnerung an den verstorbenen Bassisten stehe. Auch wenn es letztlich (durch die zu vielen Ambitionen) nicht ein großartiges Album sei, heben die Autoren seine Leistungen in den Stücken Portrait of Tracy und Donna Lee hervor.